# 孙思尧 (1996年)
孙思尧（1996年9月13日—），中国大陆职业男子篮球运动员，司职二中锋，现效力于B1聯賽茨城機器人。

## 生平

### 早年
1996年9月13日，孙思尧出生于中国北京市。童年时期，其虽然体弱多病，但具有良好的运动天赋，因而得到了一些来自不同体育项目的教练员的关注；而由于父母亦希望其能加强锻炼，故其自小就参与过田径、游泳等项目的训练，并在小学六年级时正式改练篮球。
2009年夏季，孙思尧参加了一场全国性的青少年篮球比赛，并获得“最佳中锋”之称号，及从此引发国内各地职业篮球队教练的关注。但由于孙思尧本人及其父母皆希望其能够更多学习文化课知识，故他们未有答应职业球队的邀请。同年，其考入首都师范大学附属实验学校开始初中学业，此时其身高已经达到1.98米。2012年，转学至清华大学附属中学的孙思尧参加了北京市第一届“登陆杯”中小学生篮球联赛，并在全明星赛中登场比赛。
初中毕业后，孙思尧便前往美国康纳高中进行高中学业。这期间，其成为学校篮球队的主力球员，并于2015年4月得到于美国进行考察的中国国家男子篮球队教练组的专门接见。

### 大学生涯
高中毕业后，孙思尧获得了加州州立大学北岭分校的全额奖学金，该校篮球队教练亦承诺在NCAA联赛中给予其足够的出场时间。然而，其大学生活并不十分顺利，甚至有过因为学业成绩欠佳而无法参加训练及比赛的经历。而在2017-18赛季的NCAA联赛中，其代表学校于二级联赛出场11次，平均每场比赛有5分钟的出场时间，可得2.3分及0.8个篮板。
2018年，孙思尧在回到北京度过暑假期间先后在该市的两支CBA球队进行试训。随后，其参加了浙江卫视篮球综艺节目《这！就是灌篮》，加入“龙骑士”战队。期间，其虽然收获了一定的关注度，但其在该节目的表现亦是引发了一些争议。之后，其在“魔王赛”阶段因球队在其中一次比赛中落败而遭到淘汰。

### 职业生涯

#### 南京大圣

##### 2019-20赛季（新秀赛季）
2019年夏季，孙思尧参加了CBA选秀，成为该次选秀中仅有的3名留美参选者之一。最终，在该年度选秀大会上，其在第一轮第2顺位被南京大圣选中，成为当年的“榜眼秀”。加入球队后，其先是于当年8月21日随队出席了奈史密斯杯在南京师范大学的展示活动。
在这一赛季的前三十轮常规赛中，孙思尧并没有得到太多机会，仅在2019年11月的其中四轮比赛中有过出场记录，合共仅得到4分。而在复赛阶段，其在2020年6月20日对阵浙江猛狮的比赛中获得13分及10个篮板，是为其首次得到双位数得分，这亦令其在后续比赛中获得了更多的上场时间。然而，在7月2日对阵浙江金牛的比赛中，其在一次争抢篮板球期间被对方球员赖俊豪的肘部击中，需要赛场职员以担架抬离，之后被确诊为脑震荡；12天后，孙思尧在社交网络上公开了罹患PTSD及因此提前结束新秀赛季的消息，由此成为南京大圣2019-20赛季复赛阶段第三名因伤退赛的队员。整个赛季，其平均每场比赛可得到4.4分及3.1个篮板。

##### 2020-21赛季
在这一赛季，孙思尧虽然没有得到球队主教练梅米·贝西诺维奇的完全认可，但其依然获得了不少机会：在常规赛第三轮对阵新疆飞虎的比赛中，其命中数记三分球，并获得迄今为止的单场最高得分18分；之后，在第五轮对阵辽宁飞豹的比赛中，其亦能获得14分及6个篮板。

#### 茨城機器人
2024年7月12日，B1聯賽茨城機器人宣布與孙思尧針對2024-25賽季合約達成協議。

## 人物

### 技术特点
少年时期，孙思尧便被认为是展现了良好的个人技能：虽然其拥有大前锋的身体素质条件，但其亦能够熟练掌握体前变向、背后运球等小前锋动作，同时在运球、快攻、三分球等方面皆有一定造诣。然而，孙思尧的对抗能力仍被南京大圣的主教练梅米·贝西诺维奇认为是有所欠缺。

### 人物特点
- 由于在少年时期就展现出非常优秀的身体条件，故有传媒将其称为“小姚明”。而其鞋码在当时就已经达到50码，故需要穿着专门定制的鞋子。[4]
- 最喜爱的CBA篮球员为翟晓川，而其亦被认为是有着与之类似的身体条件。[3]

### 球衣号码
- 22号：参加2019年CBA选秀训练营时使用的球衣号码。[9]
- 24号：在南京大圣效力时使用的号码。[21]

## 数据

### CBA常规赛
| 賽季    | 球隊     | GP | GS | MPG   | FG%  | 3P%  | FT%  | RPG | APG | SPG | BPG | PPG |
| ------- | -------- | -- | -- | ----- | ---- | ---- | ---- | --- | --- | --- | --- | --- |
| 2019-20 | 南京大圣 | 11 | 2  | 16.73 | 35.7 | 14.3 | 66.7 | 3.1 | 0.4 | 0.5 | 0.5 | 4.4 |
| 2020-21 | 南京大圣 | 44 | 14 | 15.32 | 33.3 | 22.8 | 71.7 | 2.8 | 0.8 | 0.3 | 0.2 | 5.3 |